# Taça dos Campeões Europeus de Hóquei em Patins de 1973-74
A Taça dos Campeões Europeus de Hóquei em Patins de 1973-74 foi a 9.ª edição da Taça dos Campeões.

## Equipas participantes
| País               | Clube               | Classificação                              |
| ------------------ | ------------------- | ------------------------------------------ |
| Alemanha Ocidental | RESG Walsum         | Campeão da Liga Alemã-Ocidental de 1972/73 |
| Bélgica            | Royal Sunday's      | Campeão da Liga Belga de 1972/73           |
| Espanha            | FC Barcelona        | Campeão Europeu de 1972/73                 |
| Espanha            | Reus Deportiu       | Campeão da Liga Espanhola de 1972/73       |
| França             | RS Gujan-Mestras    | Campeão da Liga Francesa de 1972/73        |
| Inglaterra         | Southsea RHC        | Vencedor da Taça de Inglaterra de 1972/73  |
| Itália             | Hockey Novara       | Campeão da Liga Italiana de 1972/73        |
| Portugal           | GD Lourenço Marques | Campeão da Liga Portuguesa de 1972/73      |
| Suíça              | RS Zurique          | Campeão da Liga Suíça de 1972/73           |

## Jogos

### 1.ª Eliminatória
| Equipa 1             | Total | Equipa 2      | 1.ª Mão | 2.ª Mão |
| -------------------- | ----- | ------------- | ------- | ------- |
| GD Lourenço Marques  | 20-6  | RS Zurique    | 13-3    | 7-3     |
| Hockey Novara        | 19-3  | Southsea RHC  | 8-1     | 11-2    |
| Royal Sunday         | 6-21  | Reus Deportiu | 5-6     | 1-15    |
| RESG Walsum          | 37-8  | Gujan-Mestras | 28-3    | 9-5     |
| Isento: FC Barcelona |       |               |         |         |

### Fase Final
|  | Quartos de Final | Quartos de Final    | Quartos de Final | Quartos de Final |               |   | Meias-Finais | Meias-Finais | Meias-Finais |  |  | Final | Final | Final |
|  |                  |                     |                  |                  |               |   |              |              |              |  |  |       |       |       |
|  | 1                | FC Barcelona        | 6                | 2(1)             |               |   |              |              |              |  |  |       |       |       |
|  | 8                | RESG Walsum         | 5                | 3(1)             |               |   |              |              |              |  |  |       |       |       |
|  | 8                | RESG Walsum         | 5                | 3(1)             | FC Barcelona  |   |              |              |              |  |  |       |       |       |
|  |                  |                     |                  |                  |               |   |              |              |              |  |  |       |       |       |
|  |                  |                     |                  |                  |               |   |              |              |              |  |  |       |       |       |
|  | 4                |                     |                  |                  |               |   |              |              |              |  |  |       |       |       |
|  |                  |                     |                  |                  |               |   |              |              |              |  |  |       |       |       |
|  | 5                |                     |                  |                  |               |   |              |              |              |  |  |       |       |       |
|  |                  |                     |                  |                  |               |   | FC Barcelona | 8            | 4            |  |  |       |       |       |
|  |                  |                     |                  |                  |               |   |              |              |              |  |  |       |       |       |
|  |                  | GD Lourenço Marques | 2                | 5                |               |   |              |              |              |  |  |       |       |       |
|  | 3                | GD Lourenço Marques | 2                | 5                | Reus Deportiu |   |              |              |              |  |  |       |       |       |
|  | 3                |                     |                  |                  | Reus Deportiu |   |              |              |              |  |  |       |       |       |
|  | 6                |                     |                  |                  |               |   |              |              |              |  |  |       |       |       |
|  |                  | Reus Deportiu       | 5                | 1                |               |   |              |              |              |  |  |       |       |       |
|  |                  |                     |                  |                  |               |   |              |              |              |  |  |       |       |       |
|  |                  | GD Lourenço Marques | 4                | 3                |               |   |              |              |              |  |  |       |       |       |
|  | 2                | GD Lourenço Marques | 4                | 3                | Hockey Novara | 4 | (w)          |              |              |  |  |       |       |       |
|  | 2                |                     |                  |                  | Hockey Novara | 4 | (w)          |              |              |  |  |       |       |       |
|  | 7                | GD Lourenço Marques | 13               | (o)              |               |   |              |              |              |  |  |       |       |       |
|  | 7                | GD Lourenço Marques | 13               | (o)              |               |   |              |              |              |  |  |       |       |       |

### Quartos de Final
| Equipa 1              | Total        | Equipa 2            | 1.ª Mão | 2.ª Mão |
| --------------------- | ------------ | ------------------- | ------- | ------- |
| FC Barcelona          | 8-8 (1-1 gp) | RESG Walsum         | 6-5     | 2-3     |
| Hockey Novara         | 4-13         | GD Lourenço Marques | 4-13    | (w/o)   |
| Isento: Reus Deportiu |              |                     |         |         |

### Meias-Finais
| Equipa 1             | Total | Equipa 2            | 1.ª Mão | 2.ª Mão |
| -------------------- | ----- | ------------------- | ------- | ------- |
| Reus Deportiu        | 6-7   | GD Lourenço Marques | 5-4     | 1-3     |
| Isento: FC Barcelona |       |                     |         |         |

### Final
| Equipa 1     | Total | Equipa 2            | 1.ª Mão | 2.ª Mão |
| ------------ | ----- | ------------------- | ------- | ------- |
| FC Barcelona | 12-7  | GD Lourenço Marques | 8-2     | 4-5     |

| Campeão Europeu 1973-74   |
| ------------------------- |
|                           |
| FC Barcelona (2.º título) |

### Internacional
- Ligações para todos os sítios de hóquei
- Mundook- Sítio com notícias de todo o mundo do hóquei
- Hoqueipatins.com - Sítio com todos os resultados de Hóquei em Patins